# (1733) Silke
(1733) Silke est un astéroïde de la ceinture principale.

## Description
(1733) Silke est un astéroïde de la ceinture principale. Il fut découvert le 19 février 1938 à Heidelberg par Alfred Bohrmann. Il présente une orbite caractérisée par un demi-grand axe de 2,19 UA, une excentricité de 0,08 et une inclinaison de 4,4° par rapport à l'écliptique.

## Compléments